# La ragazza italiana
La ragazza italiana è un romanzo del 1964 di Iris Murdoch.
Il libro è stato tradotto in quattordici lingue.

## Trama
Edmund Narraway torna dopo lungo tempo nella vecchia casa di famiglia, nel nord dell'Inghilterra, per la cremazione di Lydia, la madre deceduta. Il fratello Otto, probabilmente ubriaco, inizia a ridacchiare durante la cerimonia e deve essere condotto a forza fuori dalla chiesa parrocchiale. Edmund è disgustato e scandalizzato. Isabel, moglie nevrotica di Otto, dopo aver incontrato Edmund, cerca di coinvolgere il cognato nella sua frustrante e ripetitiva vita.
Benché in principio rifiuti, Edmund si rende conto dei problemi della coppia nell'evolversi delle situazioni. Nota infatti un rapporto eccessivamente confidenziale tra il fratello e il suo apprendista David Levkin. Tale atteggiamento si spiegherà in seguito con la scoperta che Otto ha una relazione con Elsa, la sorella di David. Dal canto suo, Flora, la nipote di Edmund, ora adolescente e bellissima, chiede allo zio di aiutare la famiglia subissata dalle controversie. Edmund si mostra riluttante, ma poi si lascia convincere dalla ragazza. Quest'ultima gli confida di essere incinta di un compagno di studi e di non saper a chi chiedere consigli.
Avviene che ogni personaggio della casa riversa su Edmund i propri segreti personali. Se in principio lui si mostra distante, successivamente diviene partecipe dei problemi dei parenti.
Tra gli altri guai, Edmund apprende che Flora e Isabel hanno entrambe una relazione con David. È lui il vero padre del neonato che la ragazza attende e non un coetaneo.
Nella vicenda c'è anche la ragazza italiana, il cui nome è Maria Magistretti, detta Maggie. Governante e bambinaia, a suo tempo, di Otto ed Edmund, Maggie ha avuto nel frattempo una relazione omosessuale con Lydia, la loro madre appena scomparsa. Dopo tante rivelazioni, Edmund decide di licenziare in tronco David ed Elsa Levkin, accusati di essere una rovina per la famiglia Narraway. Elsa, disperata, si toglie la vita, dandosi fuoco e incendiando la casa.
Questa tragedia sembra riavvicinare i fratelli, inoltre Edmund e David si mostrano reciprocamente civili e iniziano a trattarsi con rispetto. David sceglie di partire, lasciando disposizioni per il funerale di Elsa. Isabel si sente indipendente e lascia il marito. Annuncia di essere incinta di David. Flora, che nel frattempo era scappata al culmine della crisi, decide di tornare e prendersi cura del padre Otto.
Maggie ha ereditato il patrimonio di Lydia, ma decide generosamente di dividere in modo equo l'eredità con i figli della donna e permette a Otto di mantenere il possesso della casa. Ma c'è ancora la notizia che Edmund è da sempre innamorato di Maggie, la quale ricambia il sentimento.
Il romanzo si chiude con la coppia che prepara l'auto per la partenza verso Roma.

## Personaggi
Ogni personaggio nel corso della storia subisce un'evoluzione, quasi in tutti i casi in positivo, mutando l'attitudine e la natura iniziale, in favore di atteggiamenti più consapevoli coscienziosi.
- Edmund Narraway. È il narratore. Astemio, puritano, incruento. Edmund di mestiere fa l'incisore di metallo e vive da solo in un appartamento da qualche parte nel sud dell'Inghilterra. Vanta una carriera discreta, ma nulla se paragonato al famoso e talentuoso padre che è morto qualche anno prima che la storia inizi.
- Otto Narraway. Fratello di Edmund. Autocommiserevole, dissoluto, sconsolato è schiavo delle dipendenze, come ad esempio l'abuso di sostanze alcoliche. Otto  è uno scultore e     un muratore le cui tendenze autodistruttive hanno contribuito probabilmente a rovinare la sua carriera. Ora  è dipendente dalle entrate derivanti dall'incisione di lapidi funerarie,  anche se il denaro non è sufficiente a sostenere farlo punto vive con la madre, con la moglie e con la figlia nella casa di famiglia.
- Isabel Narraway. Moglie di Otto. Tragica, isterica, depressa e manipolatrice. Isabel non ha un'attitudine cordiale e viene per questo continuamente infastidita dalla suocera. Alla fine     del romanzo, supera la sua condizione iniziale e riconquista la sua indipendenza, infusa da un nuovo ottimismo.
- Flora Narraway. La figlia di Otto. Tempestosa, altezzosa e maligna. Flora ha iniziato recentemente a frequentare una scuola tecnica locale, di design. Ella matura alla fine nel romanzo e inizia a prendersi responsabilità per lei e gli altri.
- Maria Magistretti detta “Maggie”. La bambinaia. Maggie è l'ultima di una serie di governanti italiane. Tali governanti avevano il compito di crescere i figli della signora, proprietaria della casa. Vigile e circospetta, Maggie ha sempre trattenuto le proprie priorità sacrificando i suoi desideri per la famiglia. Maggie cova un desiderio nascosto, sublimato per anni, ma poi finalmente soddisfatto.
- David Levkin. L'apprendista di Otto. Malizioso, amorale e provocatore. David, come Maggie è considerato “l'ultima ruota del carro”. In principio ha sedotto Isabel e  poi, per darle il tormento, fa lo stesso con la figlia l'ora.Inganna per raggiungere gli obiettivi dettati dal super verso senso del piacere, ma alla fine si redime verso una fase più matura della sua     vita
- Elsa Levkin. Sorella di David. Personaggio promiscuo, dal basso livello culturale e apparentemente insano e psicotico. Elsa pare essere come una persona irrazionale guidata da appetiti sensuali e curiosità. Molta di questa percezione di lei è data  dalla manipolazione di David sugli altri. Sono sconosciuti i sentimenti che spingono Elsa all'Insano gesto del suicidio: probabilmente il terrore di perdere l'amore del suo amante, dopo esser stata intimata di lasciare la casa per sempre.

## Temi principali
Il tema centrale del romanzo è la redenzione ed il riscatto. I capitoli finali del libro sono pesantemente immersi in questo tema, al punto che la narrazione sembra avere quasi il sapore di un romanzo moralizzatore. Il buono rimpiazza il cattivo; i segreti sono rivelati, i personaggi appaiono in grado di reagire, resistere e superare le avversità. una catastrofica visione del mondo viene sostituita da ottimismo e positività.

## Edizioni
- (EN) Iris Murdoch, The Italian Girl, Londra, Chatto and Windus, 1964.

In italiano
- Iris Murdoch, La ragazza italiana: romanzo, Milano, Feltrinelli, 1965.
- Iris Murdoch, La ragazza italiana, traduzione di Gabriella Fiori, Torino, Einaudi, 1974.